# Friedrich Ludwig Christian Cropp
Friedrich Ludwig Christian Cropp (* 20. August 1718 in Schloß Ricklingen; † 21. März 1796 in Hamburg) war ein deutscher Arzt, Bücher- und Kunstsammler.

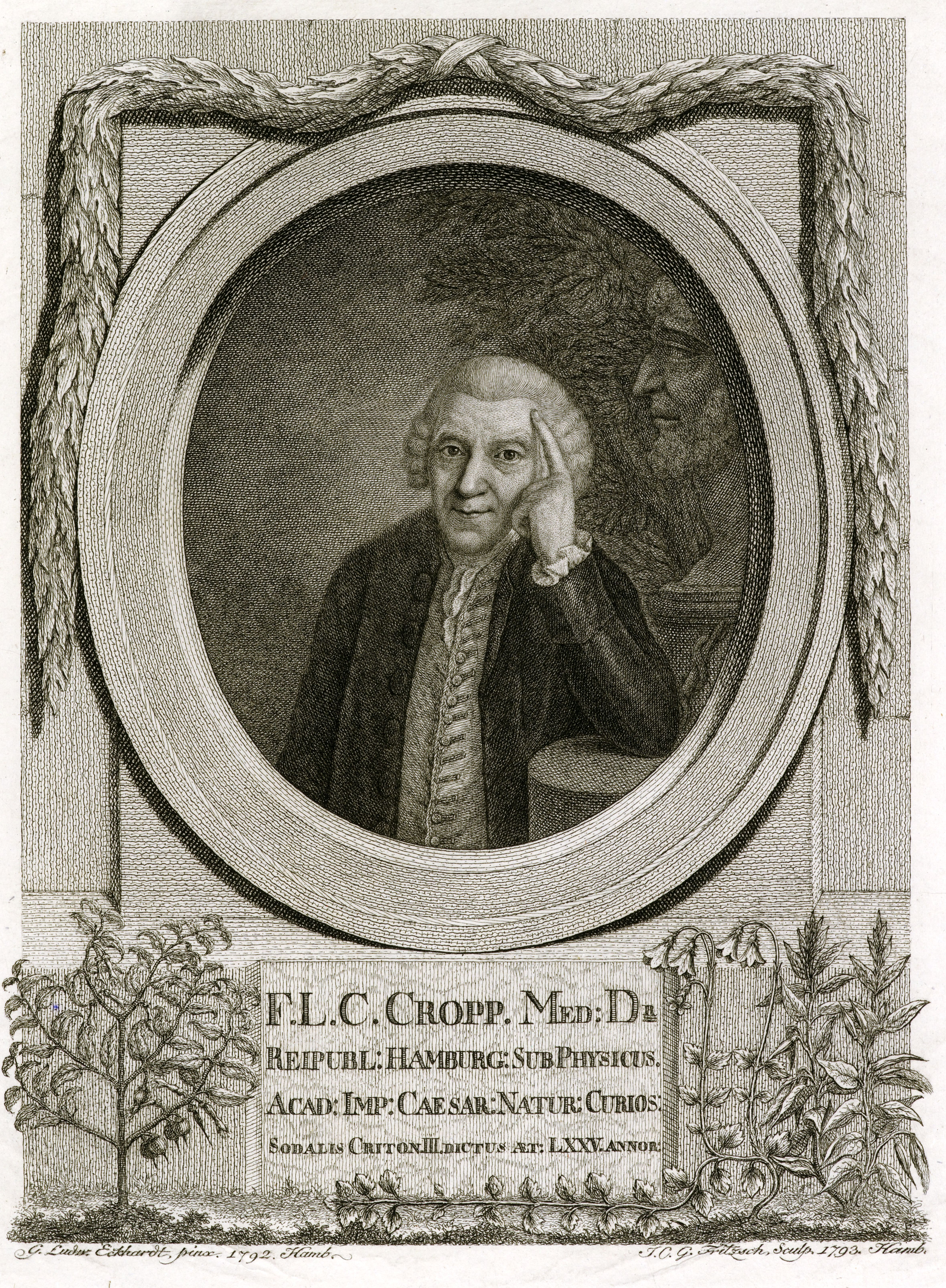
Friedrich Ludwig Christian Cropp auf einem Kupferstich von 1793

## Leben
Friedrich Ludwig Christian Cropp stammte von Schloss Ricklingen bei Hannover. Er studierte Medizin in Göttingen, promovierte am 22. Juli 1740 und ging im selben Jahr nach Hamburg, wo er bis an sein Lebensende als Arzt tätig war. 1754 wurde er Subphysikus und Joachim Friedrich Bolten Physikus. 1756 wurde er zum Mitglied der Deutschen Akademie der Naturforscher Leopoldina gewählt.
Friedrich Cropp besaß ein Kunstkabinett mit einer sehr umfangreichen Bibliothek von über 24.000 Bänden, u. a. Lexika zur Numismatik und Medizin, Handschriften des 16. und 17. Jahrhunderts. Seine Sammlung umfasste weiterhin Gemälde, Handzeichnungen und ca. 50.000 Kupferstiche sowie Kunst- und Naturgegenstände. Nach seinem Tode wurde das gesamte Kunstkabinett versteigert. Auf einer Auktion, die am 2. Mai 1798 stattgefunden hatte, erwarb Friedrich Röding zahlreiche Artefakte für sein Museum für Gegenstände der Natur und Kunst.
Er war zweimal verheiratet: Zunächst mit Hanna Maria Bremer (1742) und dann mit Catharina Margaretha Schrötteringk (1752).

## Porträts
- Porträt, Kupferstich,[6] 13 × 10,6 cm, (ohne Jahresangabe), (online)
- Johann Christian Gottfried Fritzsch, Porträt, Kupferstich,[6] 34 × 24,4 cm, 1793, nach Georg Ludwig Eckhardt,[7] (online)
- Wappen, Radierung, 55 × 45, (online Herzog August Bibliothek)